# Anormenis albula
Anormenis albula är en insektsart som först beskrevs av Walker 1851.  Anormenis albula ingår i släktet Anormenis och familjen Flatidae. Inga underarter finns listade i Catalogue of Life.